# Загублений горизонт
«Загублений горизонт» (англ. Lost Horizon) — утопічний науково-фентезійний роман  англійського письменника Джеймса Гілтона. Вийшов друком 1933 року. Роман поєднує пригоди, вічні загадки, філософсько-релігійні розмови, роздуми про долю світу і призначення людини в ньому. Роман надихнув президента США Франкліна Рузвельта назвати свою заміську резиденцію - Шангрі-Ла.

## Зміст
Розповідь ведеться від імені невролога. Одного разу він разом з другом-романістом Разерфордом вечеряв в Темпельгофі (Берлін) з секретарем британського посольства Віландом. Під час вечері мова зайшла про Г'ю Конвея, британського консула в Афганістані, який зник за незвичайних обставин. Потім Резерфорд розповідає, що зустрів Конфея в лікарії французької місії в Чун-Кіані (Китай). Той страждав на амнезію. Згодом, коли Конвей відновив пам'ять, він розповів Резерфорду свою історію, а потім зник.
Далі розповідь ведеться відповідно до записів Резерфорда. У травні 1931 року 80 білих жителів Баскулу евакуюються до Пешавара через заворушення в Афганістані. У літаку магараджа Чандрапура перебували Конвей, британський консул, 37 років; Маллінсон, його віце-консул; американець Барнард; британська місіонерка міс Брінклоу. Літак летить замість Індії до Тибету. Після аварійної посадки пілот гине, але перед тим встигає сказати китайською мовою, яку розуміє лише Конвей, шукати притулку в Шангрі-Ла. Місце незрозуміле, але Конвей вважає, що літак опинився далеко за західним хребтом Гімалаїв на висоті Куньлуня.
Четверо опиняються біля ламаїстського монастиря, яким керує Чан, що розмовляє англійською мовою. Монастир має сучасні зручності, зокрема центральне опалення, ванни, велику бібліотеку, рояль, клавесин та їжу з родючої долини внизу. Нагорі височіє Каракал, що дослівно перекладається як «Блакитний Місяць», гора заввишки понад 28 000 футів. Маллінсон прагне взяти носіїв та піти, але Чан ввічливо зупиняє його. Інші врешті вирішують, що вони залишаться: міс Брінклоу, оскільки вона хоче навчити людей почуттю гріха; Барнард тому, що він насправді Чалмерс Браянт, що розшукується поліцією за шахрайство і тому, що він прагне розвивати золоті копальні в долині; Конвей, тому що наукове життя йому підходить.
Європейцям здається, що маньчжурка Ло-Цен є однією з послушниць монастиря. Вона не розмовляє англійською, але грає на клавесині. Меллінсон закохується в неї, як і Конвей. Конвей отримує аудієнцію з Верховним Ламою, що є нечуваною честю. Він дізнається, що монастир було побудовано в теперішньому вигляді католицьким ченцем на ім'я Перро Люксембурзьким на початку XVIII ст. З тих пір до монастиря приєдналися інші, що знайшли шлях у долину. Як тільки вони це зробили, їхнє старіння сповільнюється; якщо вони залишать долину, вони швидко старішатимуть і помруть. Конвей здогадується, що Верховним Ламою є Перро, якому зараз 250 років.
Згодом Верховний Лама виявляє, що він вмирає і що він хоче, щоб Конвей очолив монастир. Маллінсон домовився залишити долину разом з носіями та Ло-Цен. Вони чекають на нього 5 кілометрів поза долиною, але він не може самостійно пройти небезпечний маршрут, тому переконує Конвея піти і допомогти йому. На цьому закінчується рукопис Резерфорда.
Востаннє, коли Резерфорд побачив Конвея, виявилося, що він готується пройти назад до Шанрі-Ла. Резерфорд доповнює свій запис, повідомляючи неврологу, що він намагався відстежити Конвея і перевірити деякі його відомості щодо Шангрі-Ла. Він знайшов лікаря з Чун Кіана, який лікував Конвея. Лікар сказав, що Конвея привезла китаянка, яка захворіла і незабаром померла. Вона була вкрай стара. Ймовірно це була Ло-Цен після від'їзду з Шанрі-Ла. Оповідач замислюється, чи може Конвей знайти шлях до свого монастиря Шангрі-Ла.

## Тема
Шангрі-Ла — приховане в тибетських горах містичне місце, в якому можна досягти істини, просвітлення, де панують мудрість, благоденство, рівновага. Там душа перебуває в стані, близькому до єднання з божественним, і здатна виходити за власні межі, прориватися в невідомі вимірювання часу-простору. Втім виникає питання: чи потрібне воно окремої людини? Чи справді людина жадає вічного життя, абсолютної істини? Чи здатна вона відмовитися від власних, нехай незначних з точки зору вічності, цілей і бажань? Чи вибере прості земні радощі відстороненої споглядальності життя? Чи захоче пожертвувати індивідуальною свободою заради високої духовності?

## Герої
- Г'ю Конвей, британський консул. Освічений, розумний і схильний до філософської споглядальності та схоластичности. Має двоїсту природу, більше готову міркувати, чим діяти. Його кидає з однієї крайності в іншу: він хоче залишитися в Шангрі-ла і знаходить в посаді Верховного лами своє призначення, то не відчуває в собі справжнього тяжіння до занурення у вічність й мудрість.
- Маллінсон, британський віце-консул. Молодий, заручений, націлений на кар'єру, має намір взяти від життя все. Питання абстрактної вічності і вічної мудрості, особистого подвижництва і внутрішнього подвигу від нього далекі, він рветься з духовної обителі до людських пристрастей і досягнень.
- Барнард (справжнє ім'я Чалмерс Браянт), американський авантюрист, шахрай. Раціональний, заповзятливий, шукає, де йому буде краще, до часу не видаючи нікому своїх істинних авантюрних і руйнівних намагань. Він людина крайнощів, і сприймає те, що трапилося як несподіваний щасливий випадок, практично, кайрос, яким гріх не скористатися.
- Міс Брінклоу, британська місіонерка. Завжди готова до випробування своїх релігійних переконань, тяжіє до усвідомлення власної місії як просвітителя тибетського народу.

## Стиль
Для створення ілюзії реальності автор вводить оповідача, який колись перетинався з одним з учасників цих подій, і через нього передає дану історію читачеві. В іншому лінія розповіді лінійна, послідовна. Мова нескладна, легко читається, але, тим не менш, досить щільна. Сюжет книги цікавий, містить філософські міркування про життя, релігії, призначення людини тощо. Через опис побуту і принципи існування в межах загадкового монастиря, автор намагається виявити проблеми звичайного світу, охопленого війнами і вадами, де людям катастрофічно не вистачає часу, щоб займатися духовним і прекрасним.

## Нагороди
- Готорнденська премія 1934 року

## Адаптації
- радіопостановка 1935 року на ВВС
- кінофільм «Загублений горизонт» 1937 року
- радіопостановка Орсона Веллса 1939 року
- радіопостановка «Роберт Конвей» 1941, 1946 і 1948 років
- мюзикл «Шангрі-ла» 1956 року
- кінофільм «Загублений горизонт» 1973 року
- телефільм «Міст часу» 1997 року

## Зноски
1. ↑  Camp David. National Archives (англ.). 15 серпня 2016. Процитовано 6 квітня 2025.